# Pluja de fang

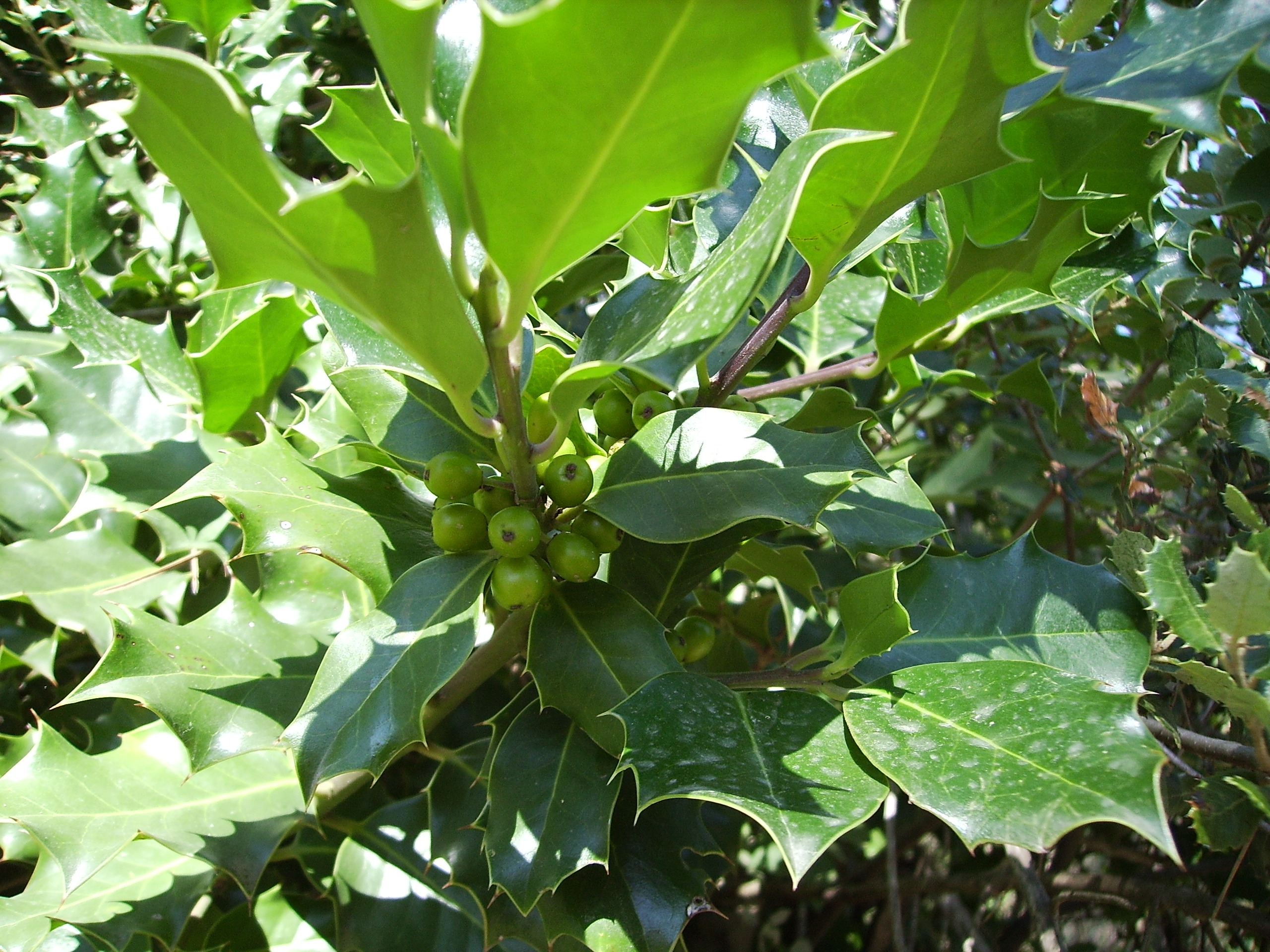
A les fulles de la dreta d'aquest grèvol de Castelltallat es veuen taques d'una pluja de fang

La pluja de fang és un fenomen meteorològic que consisteix en una precipitació en forma líquida que arrossega partícules sòlides en suspensió que queden dipositades al sòl. Cal cercar l'origen d'aquestes partícules sòlides en les tempestes al desert que n'aixequen grans quantitats. Són transportades a grans alçades on poden romandre molt de temps, i llavors recorren centenars i fins i tot milers de quilòmetres en horitzontal, segons els corrents en altura. El desert del Sàhara és la font principal de partícules sòlides que propicien el fenomen a Catalunya. Aquesta pols és la que realitza la funció de nucli de condensació per afavorir la generació de gotes de pluja. Els episodis de pluja de fang s'acompanyen de temperatures relativament suaus, excepte a l'estiu, atesa la procedència meridional dels vents que transporten la pols del desert. Al llarg de l'any es produeixen al voltant de tres dies de pluja de fang en total, a la conca del Mediterrani i són més freqüents a la primavera i a l'estiu.

## Origen

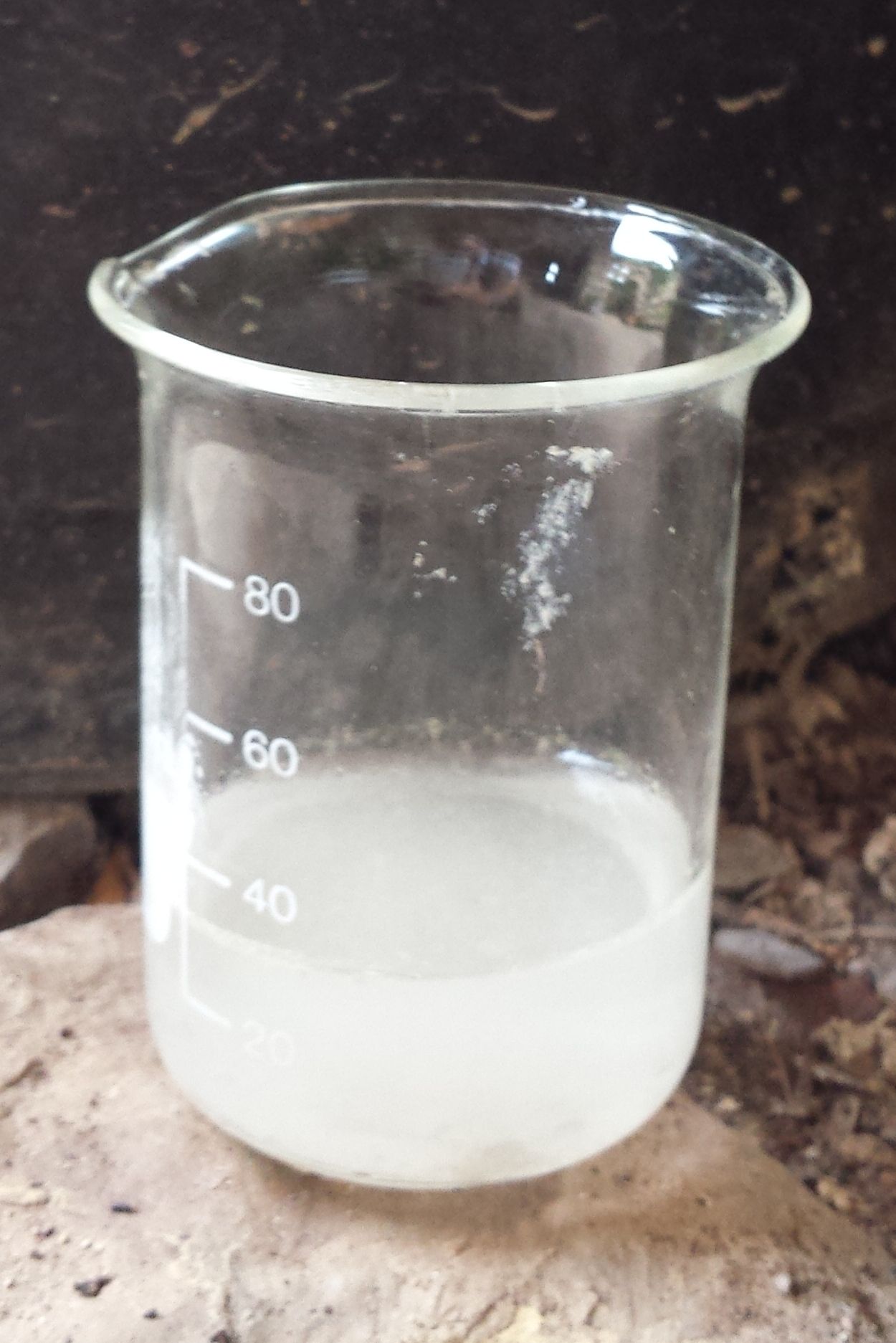
Aspecte de la pluja de fang, recollida d'un pluvòmetre, el dia 12 d'agost de 2015 a la Serra de Castelltallat

Les fonts principals de pols del desert que arriben a la península Ibèrica i les Balears en forma de pols transportada pel vent o en forma de pluja de fang són el Sàhara occidental, la Serralada de l'Atles del Marroc i Algèria Central.
La situació meteorològica per a la formació de pluges de fang són quan hi ha una depressió atmosfèrica a alta latitud (50°N) que forma una depressió a l'Atlàntic Nord en aquesta situació meteorològica predomina la pols amb origen al Sàhara occidental. Quan la depressió es forma davant Portugal l'origen de la pols se situa principalment a la serralada de l'Atles, en canvi amb una depressió sobre Espanya i Àfrica del Nord, la pols majoritàriament prové d'Algèria central.

## Composició de la pols
La pluja de fang és molt alcalina.
La pols que conté la pluja de fang, de la mateixa manera que la pols sahariana que hi ha a l'aire, es compon de barreges de compostos químics com són els sulfats i la sal de mar (amb principalment sodi, clor i magnesi) els minerals principals són, en ordre d'abundància decreixent, il·lita quars, esmectita, palygorskita, caolinita calcita dolomita i feldespats. A Mallorca es va trobar que la mida, en volum, del 89% de les partícules de les pluges de fang corresponien a la fracció llimosa i que pràcticament no hi havia argila (menys del 0,29%)

## Importància
- La terra que aporta la pluja de fang és important per a la formació a llarg termini de sòls contrarestant, en gran part, els efectes de l'erosió del sòl. La quantitat de terra aportada per les pluges de fang s'ha estimat en 5,3 grams per m2 en un estudi fet al Montseny. Proporciona el 34% del calci que necessiten les alzines del Montseny. La quantitat de la deposició de les partícules de pols segons els anys resulta molt variable.
- La pluja de fang incrementa significativament el pH de l'aigua de pluja (al contrari que la pluja àcida)
- S'ha trobat, encara una certa radioactivitat en pluges de fang caigudes a Grècia l'any 2000 originada per l'accident de Txernòbil[3]

## Literatura
- La novel·la Aiguafang de Joan-Lluís Lluís (Premi Crítica Serra d'Or 2009, edicions de la Magrana), narra una història d'ambient postapocalíptic en què Barcelona es veu sotmesa de manera gairebé diària a intenses pluges fangoses.